# 斑纹海豚属
斑纹海豚属（学名：Lagenorhynchus）也称瓶喙海豚属，是鯨目海豚科的一属，现存6种：
- 大西洋斑纹海豚（Lagenorhynchus acutus）
- 白喙斑纹海豚（Lagenorhynchus albirostris）
- 皮氏斑纹海豚（Lagenorhynchus australis）
- 沙漏斑纹海豚（Lagenorhynchus cruciger）
- 太平洋斑纹海豚（Lagenorhynchus obliquidens）
- 暗色斑纹海豚（Lagenorhynchus obscurus）

有分子證據指出斑纹海豚属可能是一個多系群的分類。其中大西洋斑紋海豚、白喙斑纹海豚的親緣較遠，其餘4種則是與矮海豚屬（Cephalorhynchus）的親緣較近，特別是皮氏斑纹海豚與沙漏斑纹海豚。因此有學者建議保留白喙斑纹海豚的學名，將大西洋斑纹海豚的屬名改為Leucopleurus，並將其餘4種海豚的屬名改為Sagmatias。